# 长毛秋海棠
长毛秋海棠（学名：Begonia villifolia）为秋海棠科秋海棠属的植物，是中国的特有植物。分布于中国大陆的云南等地，生长于海拔1,100米至1,400米的地区，一般生长在疏林中潮湿地及河边灌丛下岩石上，目前已由人工引种栽培。

## 别名
毛叶秋海棠（云南种子植物名录）